# Хардин, Александр Павлович
Александр Павлович Хардин — советский хозяйственный, государственный и политический деятель.

## Биография
Родился в 1931 году в деревне Усково. Член КПСС.
Окончил Казанский химико-технологический институт, защитил кандидатскую диссертацию, кандидат технических наук.
До 1964 — начальник отдела на одном из оборонных предприятий в городе Перми.
В 1964 году защитил диссертацию доктора химических наук.
В 1964—1983 — заведующий кафедрой химической технологии Волгоградского политехнического института.
В 1967—1983 — ректор Волгоградского политехнического института.
А. П. Хардиным опубликовано более 550 научных трудов, в числе которых четыре монографии, более 300 изобретений. Подготовлено 80 кандидатов и 16 докторов наук.
Делегат XXIV съезда КПСС.
Почетный химик СССР.
Умер в 1983 году в Волгограде.

## Награды
- Орден Октябрьской Революции
- Орден Трудового Красного Знамени